# منتخب إسبانيا تحت 19 سنة لكرة القدم
منتخب إسبانيا تحت 19 سنة لكرة القدم هو الممثل الرسمي لإسبانيا في بطولات كرة القدم تحت 19 سنة، ويشرف عليه الاتحاد الإسباني لكرة القدم.

## وصلات خارجية
- الموقع الرسمي